# Antargangi (Small), Lingsugur
Antargangi (Small) là một làng thuộc tehsil Lingsugur, huyện Raichur, bang Karnataka, Ấn Độ.